# Mathilde Harviken
Mathilde Harviken, född den 29 december 2001, är en norsk fotbollsspelare.

## Karriär
Mathilde Harviken inledde sin seniorkarriär i Elverum år 2016. Hon har även spelat för FL Fart och Røa innan hon 2022 kontrakterades för Rosenborg. 2025 värvades hon av Juventus. Hon har även representerat det norska damlandslaget där hon debuterade år 2022.